# توم روزنتال
توم روزنتال (30 سبتمبر 1996 بلندن في المملكة المتحدة - ) هو لاعب كرة قدم بلجيكي في مركز الوسط. شارك مع منتخب بلجيكا تحت 18 سنة لكرة القدم ومنتخب بلجيكا تحت 19 سنة لكرة القدم. أما مع النوادي، فقد لعب مع زولته فاريجيم وكوينز بارك رينجرز.

## وصلات خارجية
- توم روزنتال على موقع الاتحاد البلجيكي (الإنجليزية)
- توم روزنتال على موقع قاعدة بيانات كرة القدم.إي يو (الإنجليزية)
- توم روزنتال على موقع Soccerway.com (الإنجليزية)
- توم روزنتال على موقع عالم كرة القدم.نت (الإنجليزية)